# Dražiniće
Dražiniće (kyrillisch: Дражиниће) ist ein Dorf in Serbien.

## Geographie und Bevölkerung
Das Dorf liegt in der Opština Kraljevo, im Okrug Raška. Dražiniće hatte bei der Volkszählung 2002 108 Einwohner, während es 1991 138 Einwohner waren. Nach den letzten drei Bevölkerungsstatistiken fällt die Einwohnerzahl weiter. Die Bevölkerung stellen orthodoxe Serben. Das Dorf besteht aus 29 Haushalten.

## Demographie
| Jahr | Einwohnerzahl |
| ---- | ------------- |
| 1948 | 199           |
| 1953 | 197           |
| 1961 | 202           |
| 1971 | 175           |
| 1981 | 155           |
| 1991 | 138           |
| 2002 | 108           |

## Belege
- Knjiga 9, Stanovništvo, uporedni pregled broja stanovnika 1948, 1953, 1961, 1971, 1981, 1991, 2002, podaci po naseljima, Republički zavod za statistiku, Beograd, maj 2004, ISBN 86-84433-14-9
- Knjiga 1, Stanovništvo, nacionalna ili etnička pripadnost, podaci po naseljima, Republički zavod za statistiku, Beograd, Februar 2003, ISBN 86-84433-00-9
- Knjiga 2, Stanovništvo, pol i starost, podaci po naseljima, Republički zavod za statistiku, Beograd, Februar 2003, ISBN 86-84433-01-7